# Yingchuan
Yingchuan (kinesiska: 英川镇) är en köpinghuvudort i Kina. Den ligger i provinsen Zhejiang, i den östra delen av landet, omkring 280 kilometer söder om provinshuvudstaden Hangzhou. Antalet invånare är 3 736. Befolkningen består av 1 738 kvinnor och 1 998 män. Barn under 15 år utgör 8,0 %, vuxna 15-64 år 63 %, och äldre över 65 år 27,0 %.
Runt Yingchuan är det ganska tätbefolkat, med 78 invånare per kvadratkilometer. Närmaste större samhälle är Longnan, 9,3 km norr om Yingchuan. I omgivningarna runt Yingchuan växer i huvudsak blandskog.
Genomsnittlig årsnederbörd är 2 342 millimeter. Den regnigaste månaden är juni, med i genomsnitt 422 mm nederbörd, och den torraste är oktober, med 61 mm nederbörd.